# 손진태
손진태(孫晉泰, 1900년 12월 28일~몰년(1960년대 중반 당시 사망 추정) 미상)는 일제 강점기 조선 시대의 사학자 겸 민속학자로 호는 남창(南滄)이고, 본관은 밀양이다.
1900년 대한제국 당시의 경상남도 동래군(지금의 부산광역시)에서 출생하였고, 지난날 한때 경상남도 밀양에서 잠시 유아기를 보낸 적이 있다. 한국사를 신민족주의사관에 입각하여 연구한 인물로 평가받고 있다.
손자,  손용호 (孫容鎬)는 미국 University of Central Florida (Orlando, Florida) 재료 공학과 석좌 교수이며, 2020 재미 과학 협회 보관됨 2021-06-18 - 웨이백 머신 최우수 공학자 상을 수여했다.
피아니스트 겸 작곡가 고(故) 손대업 전(前) 한국동요작곡연구회 회장 겸 추계예술학교 전임교수는 그의 7촌 외종조카(손대업의 어머니는 손진태의 6촌 누이동생)가 되기도 한다.
2018년에 그의 외손녀 이영진은 브로드웨이에 작품을 올린 최초의 아시아계 미국인 여성이 되었다.

## 생애
1927년 와세다 대학교 법문학부를 나왔으며 1930년에서 1934년까지 동양문고 사서로 근무했다. 1932년 조선민속학회를 창설하였고 1933년에 학회지 《조선민속》을 창간했다. 1934년에는 진단학회의 발기인 가운데 하나로 참여했으며 같은 해에 연희전문학교와 보성전문학교 강사를, 1937년에는 보성전문학교 초대 도서관 관장을 맡았다.
광복 이후 1946년부터 1948년까지 서울대학교 문리과대학 사학과 교수를 지냈으며 1948년부터 1949년까지 문교부 차관보 겸 동 편수국장을, 1949년에 서울대학교 사범대학 학장을, 1950년에 서울대학교 문리과대학 학장을 지냈다. 한국 전쟁 중이던 1950년 9월에 납북되었는데 1960년대 중반에 사망한 것으로 추정된다. 주요 저서로는 《조선 민족문화의 연구》, 《조선 민족사 개론》 등이 있다.

## 역사 연구 및 평가
강사로 있던 시기에 민족사학의 여러 학자들이나 사회경제사학의 인사들과 밀접한 관련을 맺었고, 특히 안재홍의 역사학에 대하여 각별한 관심을 가졌다. 그는 또한 이 시기의 실증주의 역사학의 인사들과도 긴밀한 관계에 있었지만, 민족사학의 역사이론 즉 민족사관에 의거하여 그 역사학을 새로운 각도에서 종합 정리하여 하나의 새로운 체계로서 그 대계를 세우게 되었다. 그는 이른바 신민족주의 이론에 의해 한국의 역사를 체계화하여 《조선민족사개론》(1948)과 《국사대요(國史大要)》(1949)를 저술하였다. 그의 신민족주의이론은 안재홍의 것과 기본적으로 같은 것으로서, 전통사회의 민족주의의 본질이 민족 내부에 차별을 내포하고, 자본주의사회에 있어서의 그것은 자본가의 권익을 옹호하기에 쇄국적·배타적·독선적임을 벗어나기 어려운데, 이러한 민족주의는 민족사가 세계사의 일환으로 편입되고 민족이 세계 속에서 호흡하게 된 현재의 국제사회에서는 유지될 수 없는 것이라고 하였다. 그리하여 그는 세계 제(諸)민족에 대하여는 개방적이요 세계적이며, 국내의 제사회계층에 대하여는 정치·경제·사회·문화에 있어서 평등적이고 친화적인 것을 전제로 하는 것으로서, 그는 이것을 ‘민주주의적 민족주의 곧 신민족주의’라는 말로 표현하였다. 그가 도달한 민족사의 이론은 대내적으로는 민족을 구성하는 전사회 계급의 모순관계와 의식의 문제를 사회발전의 체계 속에서 인식하고, 대외적으로는 한민족의 타민족에 대한 투쟁과 문화교류를 통한 민족문화의 성장을 대내문제로서의 사회발전의 논리와 연결시켜 이를 전민족의 성장 발전 속에서 전개하려는 것이었다고 평가된다.

## 친일 행위 관련 논란 및 의혹
민속학자 손진태, 비평가 조연현도 '친일 작품'
한편 모 대학교 박 모 교수는 경남지역 문인들의 '친일(부왜)작품'에 대해, 여러 가지 부류로 나누어 구체적으로 언급했다. 일본어로 작품을 쓴 '내지(內地,일본 본토)문단' 활동의 문인으로는 김병호(1929년 '일본 시인' 등)와 손진태 등을 지목했다.
민속학자의 거두로 알려진 손진태도 '친일 작품'을 썼다는 사실도 새로 소개했다. 경남 동래에서 태어난 그는 1926년부터 1942년까지 평론, 민요번역, 민속에 관한 글을 썼는데 이와 관련, 박 모 교수는 "'내선일체'의 이념적 바탕을 꾸준하게 뒷받침한 일이 있어 '민속학의 1세대'라는 말에 충분히 물음표를 던질 수 있다"라고 평했다.